# NAMM Show
NAMM Show — одна из крупнейших выставок музыкальных инструментов и оборудования в мире. Проводится каждый январь в калифорнийском городе Анахайм в одном из самых больших выставочных центров — Anaheim Convention Center. Организатором является Национальная Ассоциация музыкальных производителей (англ. National Association of Music Merchants), от аббревиатуры которой и образовано название мероприятия.
Крупнее NAMM Show, возможно, только выставка MusikMessе, которая ежегодно проходит во Франкфурте-на-Майне, Германия. В отличие от многих других подобных шоу (напр. Московской специализированной выставки «Музыка-Москва») NAMM Show закрыта для обычных посетителей, и ознакомиться с новейшими музыкальными технологиями могут только участники музыкального рынка и специально приглашённые гости. В 2008 году здесь было зарегистрировано 1 560 участников и 88 100 посетителей.
Неотъемлемой или даже обязательной частью шоу является присутствие журналистов музыкального направления, которые торопятся осветить тысячи презентаций новинок от ведущих музыкальных производителей. Некоторые издания, к примеру Music Trades , выпускают даже специальные NAMM-выпуски своих журналов для распространения во время выставки. Сами организаторы также выпускают специальный справочник NAMM и ежедневно распространяют журнал Upbeat, где публикуются последние новости NAMM Show.
Ещё одно мероприятие ассоциации — т. н. Летний NAMM, который обычно проходит в июне/июле и по своим масштабам уступает зимнему шоу. Главная его цель — не собственно выставка продукции, а возможность сфокусироваться на деловых встречах и обсуждении направлений дальнейшего развития бизнеса. Летний NAMM 2010 прошёл 18-20 июня 2010 года в Нэшвиле, Теннесси.
Национальная Ассоциация музыкальных производителей была основана в 1901 году. Сейчас в организацию входят более 9000 компаний из США и более 100 компаний из других стран. Для поддержки отдельных участников и компаний ассоциация даёт возможность подробнее узнать об индустрии в Университете NAMM, публикует уникальные и интересные отчёты, собирает статистику и объединяет членов индустрии, организовывая различного рода мероприятия и крупные встречи. Полученная с выставок прибыль направляется обратно в музыкальную индустрию: финансирование благотворительных программ, поддержка правозащитной деятельности и программ по укреплению рынка и внедрению инноваций.